# Raikyū-ji

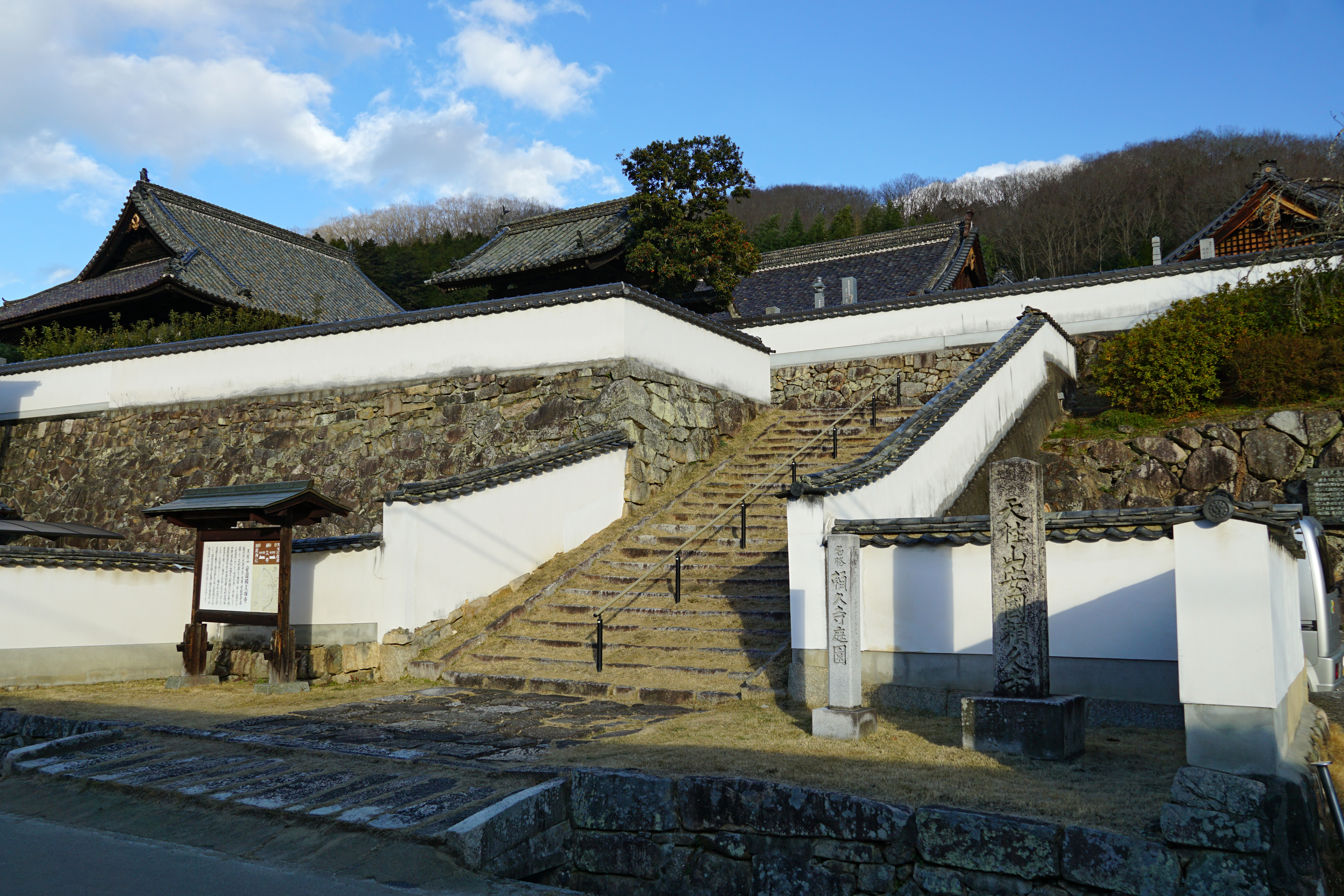
Raikyū-ji.

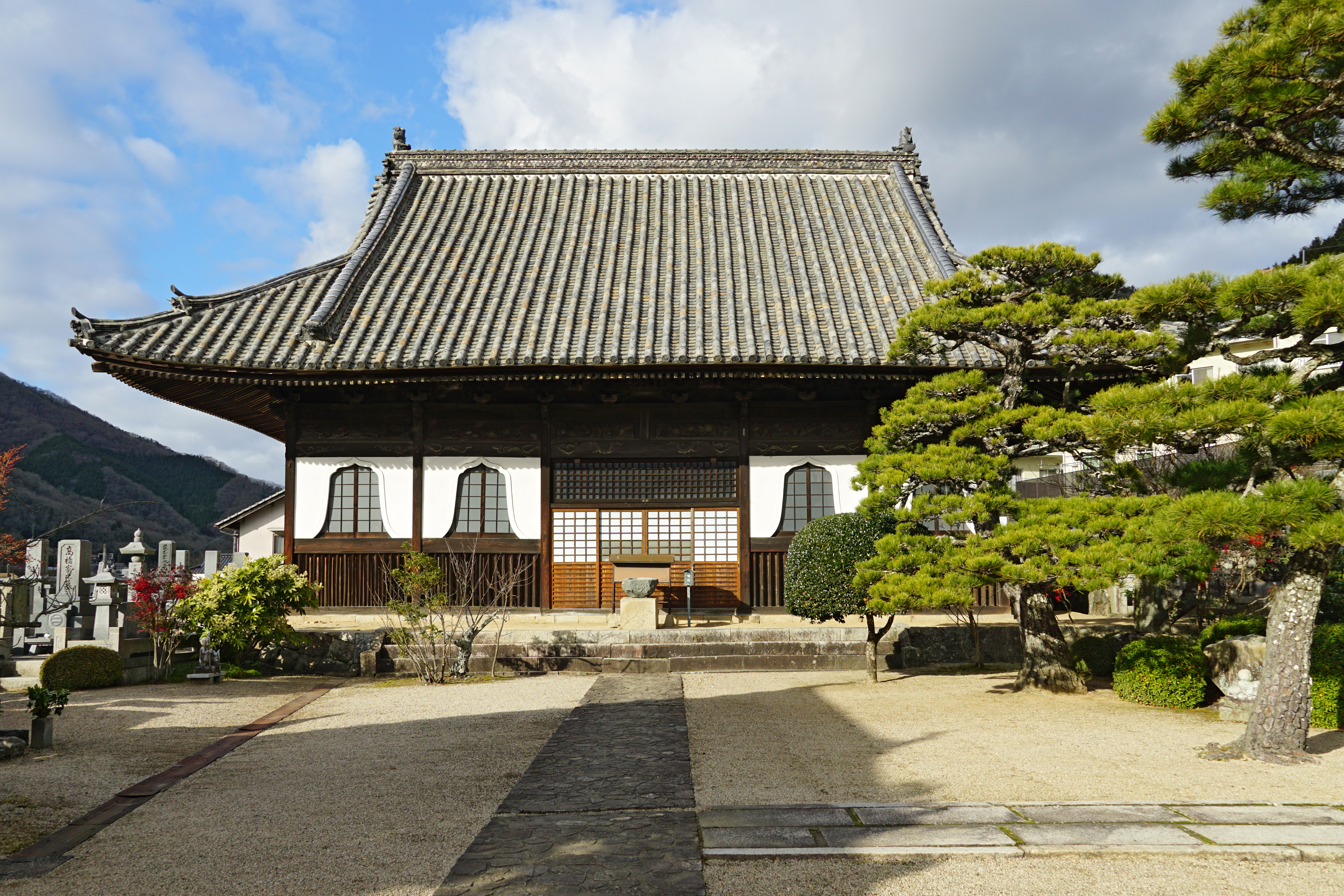
Hall principal.

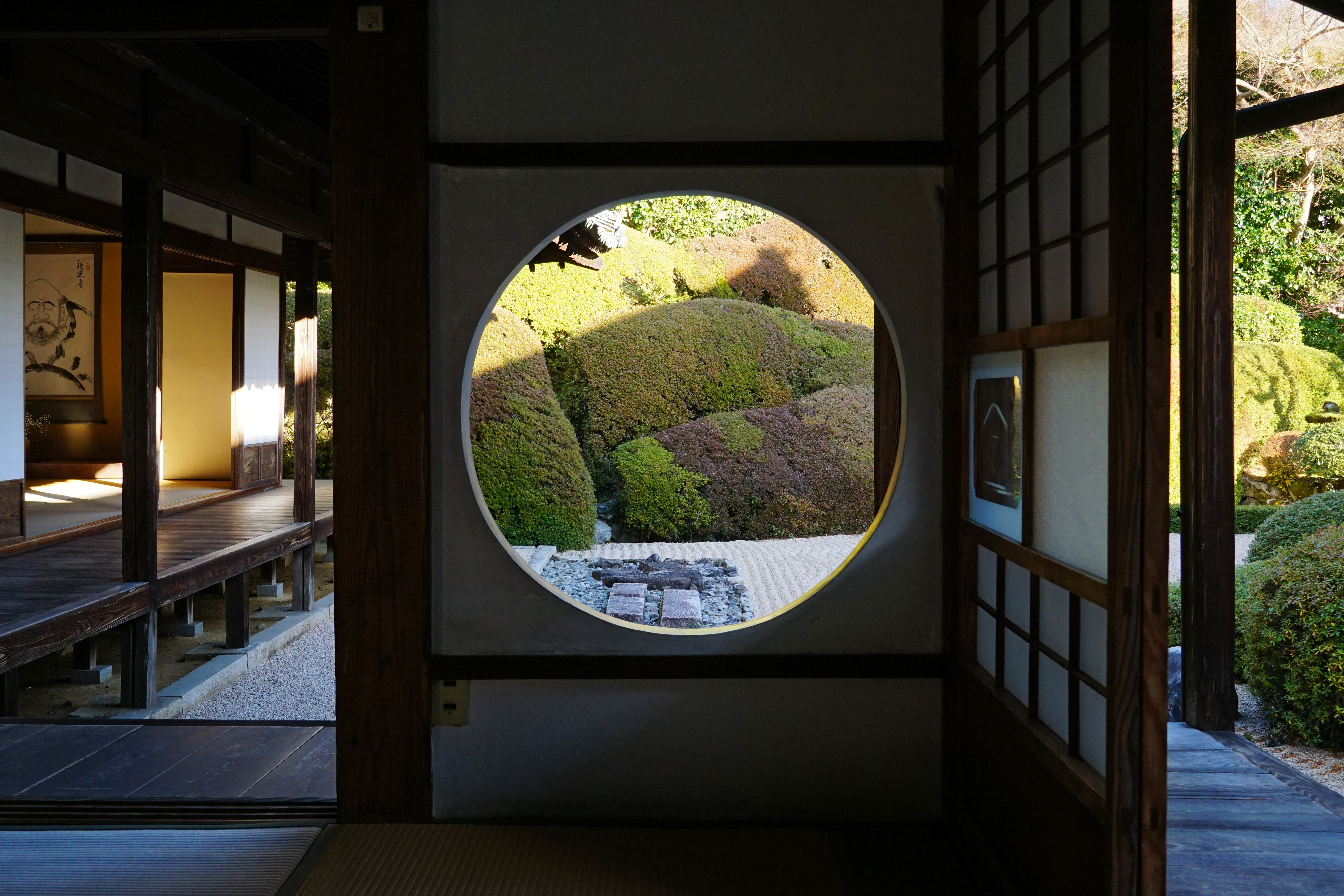
Intérieur.

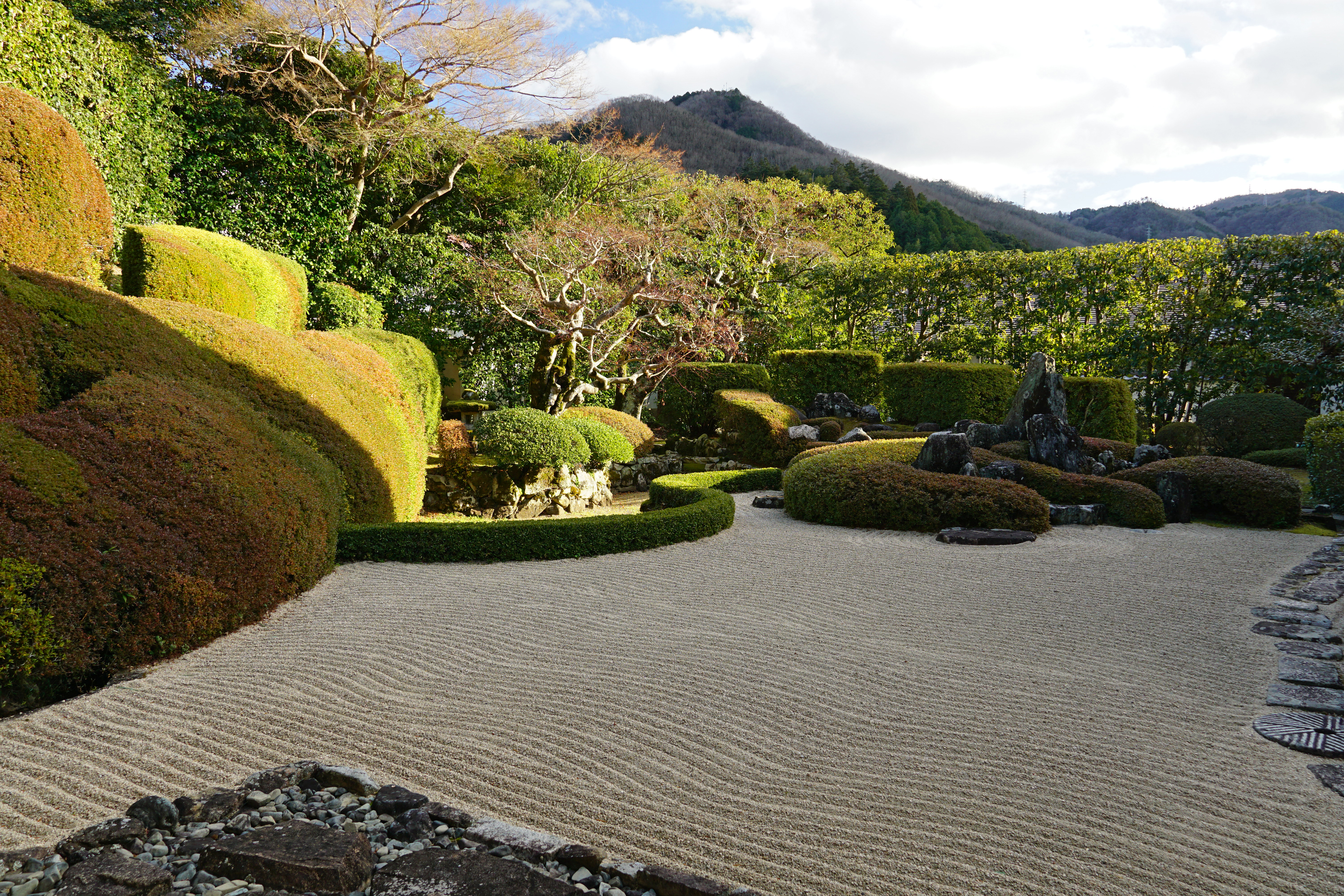
Jardin japonais attribué à Kobori Enshū.

Le Raikyū-ji (頼久寺), ou Tenchū-zan Ankoku Raikyū-ji (天柱山安国頼久寺) est un temple bouddhiste appartenant à la branche Eigen-ji de l'école Rinzai, situé dans la ville de Takahashi, préfecture d'Okayama au Japon. Il est surtout connu pour son jardin japonais.

## Histoire
La date exacte à laquelle a été construit le temple situé sur ce site est inconnue. Il est reconstruit en 1339 par Ashikaga Takauji, premier shogun du shogunat Ashikaga, et désigné Ankoku-ji de la province de Bitchū.
La structure actuelle date de 1504, lorsque Ueno Yorihisa (Raikyū), seigneur du château de Bitchū Matsuyama, restaure l'extérieur du bâtiment. Après sa mort, celui-ci est renommé « Ankoku Raikyū-ji » en son honneur.

## Le jardin
Lorsque Kobori Masatsugu, gouverneur de la région, meurt en 1604, son poste est repris par son fils Kobori Enshū, qui, en plus de sa renommée en tant que concepteur de jardin, est réputé être l'un des fondateurs de la cérémonie du thé japonaise. Kobori, qui vit dans le temple, construit l'actuel jardin zen'in-shiki (ou forme de temple zen) dans le style Horai qui vise à mettre l'accent sur la paix et l'harmonie spirituelle dans sa composition et dans la conscience du spectateur. Il utilise le proche mont Atago à l'arrière-plan pour former un shakkei (« vue empruntée »), habituelle pour ce type de jardin. Celui-ci est aussi connu sous le nom de « jardin Tsurukame » en raison des deux îles de pierre dans le jardin appelées respectivement « île grue » et « île tortue ». Comme il a été achevé en 1609, les abbés du temple ont maintenu le jardin dans sa forme originale, en l'honneur de son créateur.